# Claude Lebrun
Pour les articles homonymes, voir Lebrun.
Claude Lebrun est une professeure de français et une autrice française de livres pour enfants, née le 13 août 1929 à Saint-Paterne-Racan (Indre-et-Loire) et morte le 21 septembre 2019 à Saint-Grégoire (Ille-et-Vilaine).
Elle est notamment connue pour avoir écrit de 1975 à 2017 la suite d'histoires Petit Ours Brun., destinées aux enfants de 3 à 7 ans, illustrées par Danièle Bour, qui ont ensuite été reprises en séries de dessins animés pour la télévision, notamment par Petit Ours Brun à partir de 1988 et Les Aventures de Petit Ours Brun en 2003.

## Biographie

### Origines et formation
Claude Lebrun naît sous le nom d'état civil de Claude Odile Hodbert le 13 août 1929 à Saint-Paterne-Racan en Indre-et-Loire d'un père chauffeur et d'une mère au foyer.
Après une enfance en Touraine dans ce milieu modeste, elle fait des études de lettres modernes.

### Carrière
Claude Hodbert devient professeure de français, et enseigne d'abord près de Tours où elle rencontre son futur mari, François Lebrun, puis est affectée au collège des Gayeulles à Rennes, ville où le couple s'installe en 1962,, et où il vivra jusqu'à la retraite de Claude Lebrun.
Lassée « de raconter [à ses enfants] des histoires déjà connues, des énièmes contes classiques, [elle se met] à imaginer son propre personnage », écrit ses propres histoires mettant en scène un ourson brun à destination de ses enfants, dont elle propose l'une d'elles au magazine Pomme d'Api (Bayard Presse) ensuite en 1975,,. La rédaction de Pomme d'Api est « séduite » et demande à l'illustratrice Danièle Bour de l'accompagner avec des images. Le succès est tel que la rédaction décide de poursuivre, en élaborant les caractéristiques de cet ours anthropomorphe, miroir du vécu et des émotions des plus petits. Claude Lebrun écrit une soixantaine d'épisodes, puis d'autres scénaristes prennent le relais, notamment Marie Aubinais à partir de 1984.
Après cette pause de dix ans vis-à-vis de l'éducation nationale durant laquelle elle s’est aussi occupée de ses enfants et a donné des cours à mi-temps à l’Institut franco-américain de Rennes, Claude Lebrun reprend sa carrière d'enseignante au lycée Chateaubriand de Rennes, tout en faisant republier ses histoires dans des livres, également dans d'autres langues. Elle prend sa retraite d'enseignante dans les années 1990.
Elle écrit également plusieurs livres pour les publics scolaires, notamment pour enrichir le vocabulaire utilisé, mais aussi des livres de cuisine, comme Repas de fête entre amis publié en 2000. Elle tient aussi dans les années 1980, une chronique hebdomadaire dans le journal La Croix,. Elle est également l'auteure d'un livre sur le prêtre et écrivain Jean Sulivan : Invitation à Jean Sulivan, paru aux éditions du Cerf en 1981.

### Vie privée
Dans les années 1950, Claude Hodbert rencontre près de Tours François Lebrun, historien spécialiste du catholicisme, qu'elle épouse ensuite.
Elle est la mère de deux enfants, dont le réalisateur de documentaires Pierre-François Lebrun, auprès desquels elle a inventé ses histoires de Petit Ours Brun.

### Mort
Son mari François Lebrun meurt en 2013 à Chambray-les-Tours.
Claude Lebrun habite les six dernières années de sa vie à Saint-Jacques-de-la-Lande, près de Rennes, et meurt d'un cancer à l'âge de 90 ans le 21 septembre 2019 dans la ville voisine de Saint-Grégoire. Ses obsèques se tiennent quatre jours plus tard à Saint-Jacques-de-la-Lande.

## Publications
Claude Lebrun a publié plus d'une soixantaine de livres,.

### Série des histoires de Petit Ours Brun
- 1979
  - Petit Ours Brun va jouer au sable
  - Petit Ours Brun se lave
  - Petit Ours Brun mange son œuf
  - Petit Ours Brun s'habille
  - Petit Ours Brun dit non
  - Petit Ours Brun se réveille
- 1980
  - Petit Ours Brun veut qu'on le regarde
  - Petit Ours Brun joue avec sa poupée
  - Petit Ours Brun fait une tartelette
  - Petit Ours Brun veut un baiser
- 1982
  - Petit Ours Brun est fâché avec maman
  - Petit Ours Brun n'a pas faim
  - Petit Ours Brun veut des histoires
  - Petit Ours Brun est malade
  - Petit Ours Brun fait du tricycle
  - Petit Ours Brun se promène
- 1983
  - Petit Ours Brun joue dans la neige
  - Petit Ours Brun et son mouchoir chéri
- 1984
  - Petit Ours Brun étend le linge
  - Petit Ours Brun joue dans son bain
  - Petit Ours Brun veut devenir grand
  - Petit Ours Brun va dépenser ses sous
  - Petit Ours Brun et son carton
  - Petit Ours Brun joue à être papa
- 1987
  - Petit Ours Brun prépare son sac
  - Petit Ours Brun au toboggan
  - Petit Ours Brun et la Balançoire
  - Petit Ours Brun découvre la lune
  - Petit Ours Brun et le Téléphone
  - Petit Ours Brun veut aller à l'école
- 1993
  - Petit Ours Brun veut des histoires
  - Petit Ours Brun dit non
  - Petit Ours Brun est malade
  - Petit Ours Brun et les Chaussures
  - Petit Ours Brun joue dans la neige
  - Petit Ours Brun joue sans son bain
  - Petit Ours Brun mange son œuf
  - Petit Ours Brun prépare son sac
  - Petit Ours Brun retrouve sa maman
  - Petit Ours Brun se lave
  - Petit Ours Brun se réveille
  - Petit Ours Brun veut aller à l'école
  - Petit Ours Brun vide son pot
- 1994
  - Petit Ours Brun veut un baiser
  - Petit Ours Brun s'habille
- 1995
  - Petit Ours Brun et son mouchoir chéri
  - Petit Ours Brun et son ballon
  - Petit Ours Brun sent les odeurs
  - Petit Ours Brun joue avec son chat
- 1996 : Petit Ours Brun aime se promener
- 1997 : Petit Ours Brun dit non
- 2000 : Repas de fête entre amis
- 2002
  - Repas au fil des jours
  - Petit Ours Brun joue dans la neige
- 2003
  - Les trésors de Petit ours Brun
  - 7 histoires câlines de Petit Ours Brun
- 2010 : Petit Ours Brun et le Pot
- 2017
  - Petit Ours Brun accueille maman
  - Petit Ours Brun veut devenir grand

### Autres publications

#### Essai
- Invitation à Jean Sulivan, éditions du Cerf, 1er janvier 1981, 187 p. (ISBN 978-2204017268 et 2204017264)

#### Ouvrages de vocabulaire
- Français, 1000 mots pour réussir, Belin éditeur, 1er janvier 1986, 204 p. (ISBN 978-2701106397 et 2701106397)
- Français : 1000 mots pour réussir de la seconde à la terminale, Belin éditeur, 20 juillet 1987, 215 p. (ISBN 978-2701111292 et 2701111293)
- Français 4e-3e : 800 mots pour réussir, Belin éditeur, 2 octobre 2008, 287 p. (ISBN 978-2701149035 et 2701149037)
- 1000 mots pour réussir : enrichir son vocabulaire, employer le mot juste (édition illustrée), Belin éducation, 1er février 2018, 288 p. (ISBN 979-1035800086, ASIN B075VVSFBW)

#### Livres de cuisines
- Repas de fête entre amis, Belin éditeur, 31 mars 2000, 128 p. (ISBN 978-2701127279 et 2701127270)
- Repas au fil des jours : recettes et diététiques, Belin éditeur, 20 janvier 2003, 176 p. (ISBN 978-2701132839 et 2701132835)